# Albert Henry (vétérinaire)
Pour les articles homonymes, voir Albert Henry (homonymie) et Henry.
Albert Charles Lucien Henry, né le 4 février 1878 à Stenay et décédé le 15 décembre 1943 à Saint-Maurice, est un médecin vétérinaire français.
Entré à Alfort en 1895, il est diplômé en 1899. Il devient alors répétiteur d'histoire naturelle à Lyon le 20 novembre 1900, puis rejoint l'École vétérinaire d'Alfort à la suite d'une permutation par arrêté du 26 décembre 1901. Il succède ensuite à Alcide Railliet à la chaire de parasitologie de l'École vétérinaire d'Alfort et c'est Jean Guilhon qui lui succède.

## Publications
- Railliet A. et Henry A., 1909, « Sur la classification des Strongylidae. I. Metastrongylinae », Comptes rendus hebdomadaires des séances et mémoires de la Société de biologie, vol. 66, p. 85-88 (lire en ligne).